# Distretto elettorale di Onyaanya
Il distretto elettorale di Onyaanya è un distretto elettorale della Namibia situato nella Regione di Oshikoto con 20.902 abitanti al censimento del 2011. Il capoluogo è la città di Onyaanya.